# Tadeusz Komorowski

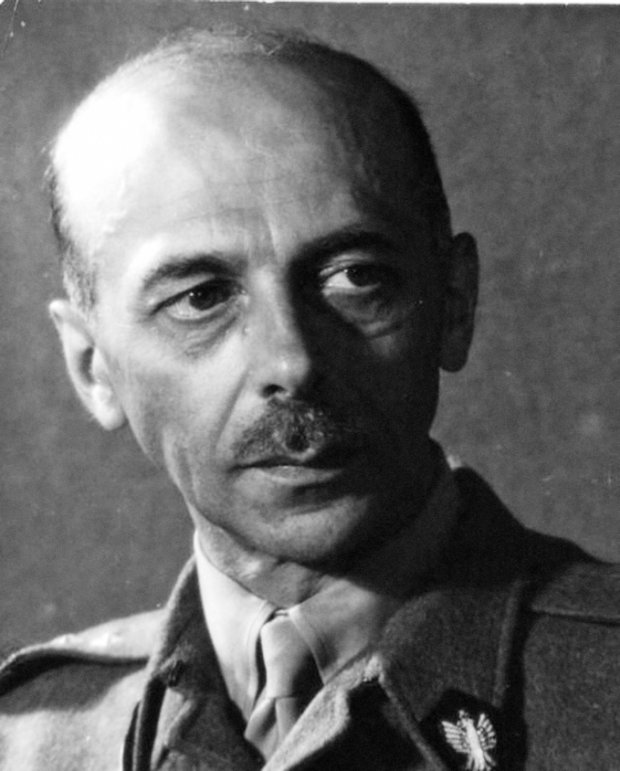
Tadeusz Komorowski (1945)

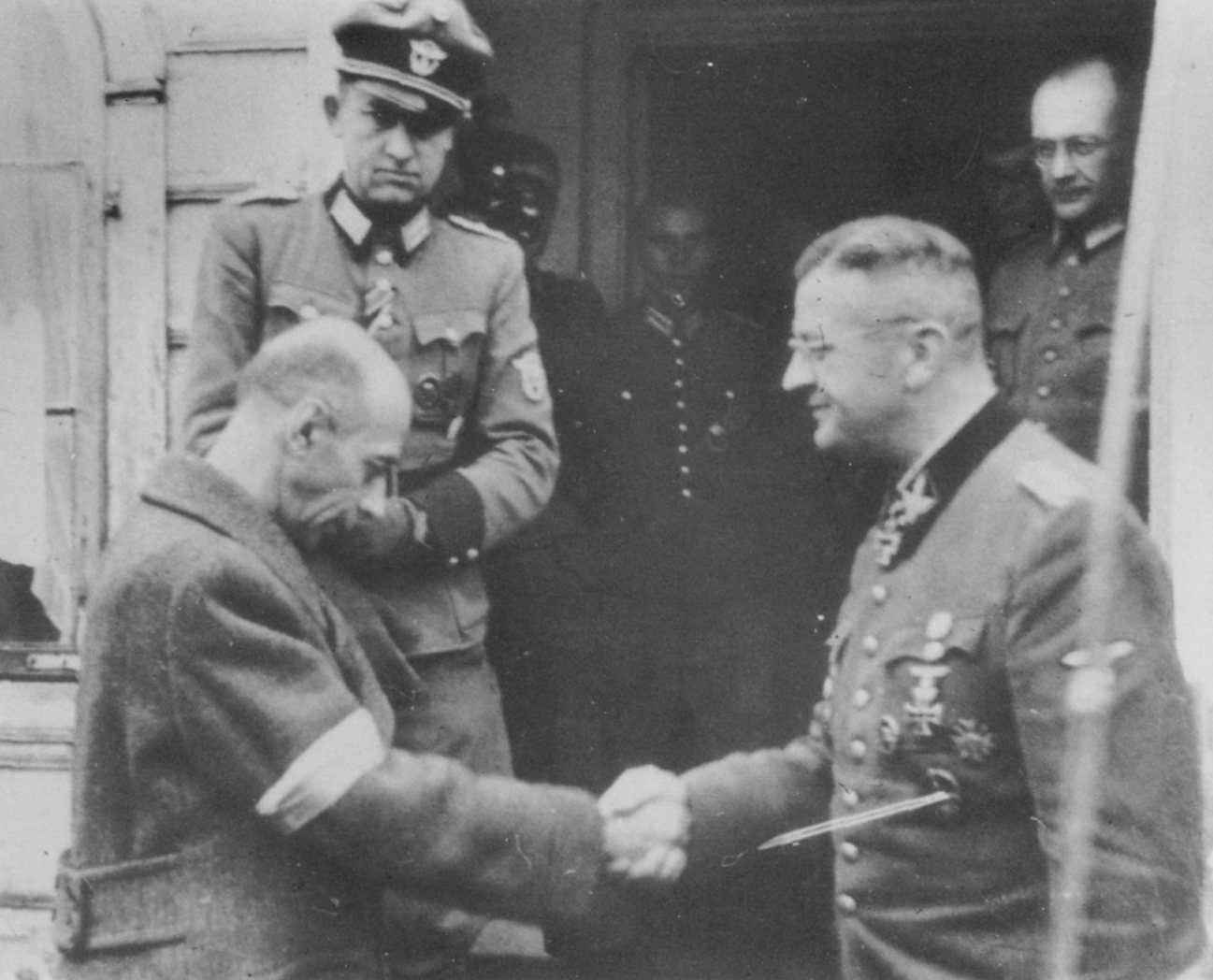
Komorowski bei der Kapitulation der Polnischen Heimatarmee (4. Oktober 1944)

Graf Tadeusz Marian Komorowski genannt Bór (* 1. Juni 1895 in Chorobrów, Galizien, Österreich-Ungarn (heute Gebiet Tarnopol, Ukraine); † 24. August 1966 in Grove Farm, Buckinghamshire, Großbritannien) war ein polnischer Militär (zuletzt Divisionsgeneral), Reitsportler und Exilpolitiker. Er war von 1943 bis 1944 Oberbefehlshaber der Polnischen Heimatarmee (Armia Krajowa – AK). Nach Ende des Zweiten Weltkriegs war er von 1947 bis 1949 Premierminister der polnischen Exilregierung in London, von 1956 bis zu seinem Tod gehörte er dem Dreierrat an.

## Biografie
Er entstammte dem polnischen Adelsgeschlecht der Grafen Komorowski. Nach Abschluss der Militärakademie in Wien (1913–1915) war er Offizier in der österreichischen Armee. Unter dem Decknamen „Bór“ nahm er am Ersten Weltkrieg als Offizier im österreich-ungarischen Heer teil. Komorowski war in der Polnischen Republik Berufssoldat. Er war als Vielseitigkeitsreiter Teilnehmer der Olympischen Sommerspiele 1924. Bei den Olympischen Sommerspielen 1936 war er Chef der Reiterequipe.
Im seit 1939 besetzten Polen ging er in den Untergrund und wurde ab Juli 1943 Chef der Armia Krajowa. Er gab am 1. August 1944 als Oberbefehlshaber den Befehl zum Warschauer Aufstand. Am 5. Oktober 1944 begab er sich mit den letzten AK-Kämpfern in deutsche Kriegsgefangenschaft. Von Februar bis April 1945 war Komorowski Gefangener im Oflag IV-C Colditz. Während der Kriegsgefangenschaft wurde er symbolisch zum Oberbefehlshaber der polnischen Streitkräfte ernannt. Nach dem Krieg ging er ins Exil nach London. Von 1947 bis 1949 war Komorowski Premier der Exilregierung.
1952 sagte er in London vor der Madden-Kommission aus, dem Ausschuss des US-Kongresses zur Untersuchung des Massakers von Katyn.